# Henriksenia thienemanni
Henriksenia thienemanni là một loài nhện trong họ Thomisidae.
Loài này thuộc chi Henriksenia. Henriksenia thienemanni được Eduard Reimoser miêu tả năm 1931.